# District de Bau (Sarawak)
Le district de Bau (malais : Daerah Bau) est un district administratif de l'État malaisien du Sarawak, qui fait partie de la Division de Kuching. La capitale du district est dans la ville de Bau.

### Liens connexes
- Districts de Malaisie